# ماکوتو ساتو (کارگردان)
ماکوتو ساتو (انگلیسی: Makoto Satō؛ ۱۲ سپتامبر ۱۹۵۷ – ۴ سپتامبر ۲۰۰۷) کارگردان فیلم اهل ژاپن بود.